# شركة تشب العربية للتأمين التعاوني
شركة إيس العربية السعودية هي شركة مساهمة سعودية، تأسست بموجب قرار مجلس الوزراء رقم (133)، تاريخ 7/5/1429هـ الموافق 12/5/2008 والمرسوم الملكي رقم م/22، تاريخ 8/5/1429هـ الموافق 13/5/2008، وهي شركة مرخصة تخضع إلى مؤسسة النقد العربي السعودي. رأس مال الشركة المصرح به والمدفوع هو مبلغ 000، 000، 100 مائة مليون ريال سعودي. وهي ائتلاف بين شركة إيس إنا هولدنجز ليمتد، الولايات المتحدة الأمريكية ومجموعة مساهمين سعوديين. وتعود نشاطات الشركة في مجال التأمين إلى العام 1970 عندما مثلت انترناشونال كوربوريشن فور تريد آند كونتراكت سيرفسيز شركات التأمين العالمية. لقد انبثقت النشاطات من تأسيس شركة تأمين في مملكة البحرين برأس مال مشترك بين المساهمين السعوديين وشركة إيس إنا انترناشونال هولدنجز ليمتد.
- في أغسطس عام 2016 بجمهورية مصر العربية تم تغير الأسم التجارى لإيس مصر للتأمين إلى Chubb وبموافقة هيئة الرقابة المالية، على تغيير الاسم التجارى لشركة «إيس – مصر» للتأمين بفرعيها الحياة والتامينات العامة إلى شركة "chubb" على خلفية اجتماع مجلس إدارة الشركة وموافقة الجمعية العمومية على هذا الاجراء.
وكانت «ايس –مصر» قد تقدمت إلى هيئة الرقابة المالية قبل شهر بطلب تغيير الاسم التجارى للشركة بعد إتمام عملية الاستحواذ الأخيرة للمجموعة الام "ace group" الإنجليزية على شراء مؤسسة "Chubb" الأمريكية للتأمين في صفقة قيمتها 28.3 مليار دولار قبل 4 أشهر.
وقال مصدر تامينى رفيع المستوى بشركة «ايس – مصر» لتأمينات الحياة أن الشركة الأم تمتلك أكثر من 70% من أسهم الشركة بعد صفقة الاستحواذ والتي تعد بيتا للخبرة في كل انشطة التأمين على حياة الأشخاص والتأمين على العقارات والوحدات البحرية علاوة على أن الطرف الثانى في الصفة مساهم استيراتيجى بنسبة 30 % فضلا عن تولى رئيس مجلس الإدارة التنقيذى «ايفان جرينبيرج» نفس المنصب للمؤسسة كما كان من قبل في " Chubb".
وأكد المصدر أن تغيير الاسم التجارى لــ«إيس – مصر» للتأمينات الحياة والممتلكلات سيجذب المزيد من الشركات متعددة الجنسية العاملة في مصر للتأمين على أصولها وحياة الأفراد بها خاصة أن الشركة الجديدة التي تم الاستحواذ عليها معروفة أنها من كبرى شركات التأمين وإعادة التأمين في اروبا والولايات المتحدة الأمريكية في التأمين على الأخطار ذات المستوى المرتفعة من خلال التأمين على قصور الملوك والأثرياء في وأغلى اليخوت والبواخر المائية في جميع دول العالم.

## مجلس إدارة الشركة
- عبد الله عبد العزيز الخريجي: رئيس مجلس الإدارة
- ستيفن بريان ديكسون: نائب رئيس مجلس الإدارة
- عبد العزيز عبد الكريم الخريجي : العضو المنتدب
- محمد عبد الكريم الخريجي: عضو مجلس إدارة
- سيرج ميشال فيليب أوسوف: عضو مجلس إدارة
- الدكتور فهد حميد محسن دخيل: عضو مجلس إدارة
- المهندس نبيل يوسف جميل جو خدار: عضو مجلس إدارة
- باتريك لويسي: عضو مجلس إدارة